# Jean de Vignay

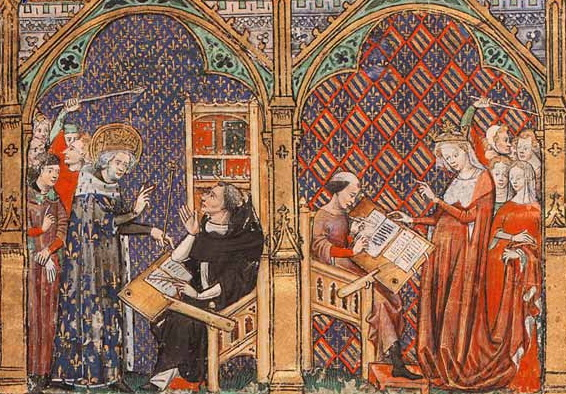
Links: König Ludwig IX. besucht Vinzenz von Beauvais während dessen Arbeit an dem Speculum historiale.
Rechts: Jean de Vignay wird während seiner Arbeit an der Übersetzung des Werks von Königin Johanna besucht. Miniatur aus dem 14. Jahrhundert.

Jean de Vignay (* um 1283; † wohl nach 1340) war ein französischer Übersetzer in der ersten Hälfte des 14. Jahrhunderts. Er ist bekannt für seine Übersetzungen lateinischer Werke in das Französische.
Vignay stammte vermutlich aus der Region um Bayeux in der Normandie und studierte kanonisches Recht an einem Kollegium in Paris, bevor er dem Orden der Hospitaliter von Saint-Jacques du Haut-Pas bei Paris beitrat, in dem er als Hospitaliter bis zu seinem Tod lebte. Seine etwa ein Dutzend erhaltenen Übersetzungen stellten eine populäre Lektüre seiner Zeit dar. Besondere Verbreitung erfuhr sein „Schachspiel“ (Jeu des échecs […]), eine Übersetzung (und Bearbeitung) des Schachbuchs von Jakob von Cessolis, der sich auch William Caxton bediente.

## Werke
- Le Miroir historial: Übersetzung des Speculum historiale des Dominikaners Vinzenz von Beauvais. Auftragsarbeit für die Königin Johanna (siehe Bild)
- La Chronique de Primat (vor 1348, gewidmet Johanna von Burgund): Übersetzung der Chronik des Benediktiners Primat aus der Abtei von Saint-Denis, die sich besonders der Regierungszeiten der Könige Ludwig IX. und Philipp III. widmet.
- La Légende dorée: Übersetzung der Legenda aurea des Dominikaners Jacobus de Voragine.
- Les Oisivetés des empereurs: Übersetzung der Otia imperialia, einer geographischen Abhandlung des Gervais of Tilbury, gewidmet dem Kaiser Otto IV.
- Les Enseignements: Lehrbuch zur Regierungs- und Kriegskunst. Im Original von Theodor Palaiologos, einem Sohn des Kaisers Andronikos II., in Griechisch geschrieben und von ihm selbst in das Lateinische übersetzt.
- Le Directoire pour faire le passage en Terre sainte (1333): Übersetzung des Directorium ad passagium faciendum
- Le miroir de l’Église: Übersetzung des Speculum ecclesiae des Dominikaners Hugo von Saint-Cher
- Les Épîtres et Évangiles des dimanches et des fêtes: weitere Auftragsarbeit für Königin Johanna
- Les Merveilles de la terre d’outremer: Übersetzung des Itinerarium des Franziskaners Odoric von Pordenone
- Le Jeu des échecs moralisé: Übersetzung des Moralisatio super ludum scaccorum des Dominikaners Jacobus de Cessoles; Neuausgabe: Paris (Anthoine Verart) 1504; 2. Auflage ebenda 1505.

Die Inventarliste der Bibliotheken der Könige Karl V. und Karl VI. (14. und 15. Jahrhundert) verzeichnete zudem eine Übersetzung des Alexanderromans, für die sich Jean de Vignay verantwortlich zeichnete. Dieses Werk ist allerdings bis heute verschollen.